# Isaac ben Joseph ibn Pulgar
Isaac ben Joseph ibn Pulgar sau Isaac Polqar (prima jumătate a secolului al XIV-lea) a fost un filosof, poet și controversat scriitor evreu de origine spaniolă. Principala lucrare literară a lui Pulgar a fost Ezer ha-Dat (sau „Sprijinul credinței”), care este alcătuită din cinci secțiuni. Ea a fost publicată în limba engleză de G. Belasco în anul 1906, în timp ce o variantă a textului celei de-a doua secțiuni a fost publicată de E. Ashkenazi în Ta'am Zekenim (1854). Scopul lucrării era să răspundă criticilor anumitor școli de gândire față de iudaism.

## Lucrări importante
- Traducerea din limba ebraică a cărții a treia a lui Al-Ghazali's, Maqasid(carte din 1307)
- Ezet ha-Dat, cea mai importantă dintre lucrările sale, o polemică alcătuită din cinci cărți sub formă de dialog in versuri
- Iggeret ha-Ḥarfit, raspuns negativ la cartea Minhat Kena'ot, de Abner of Bosurg
- lucrări la adresa falsității astrologiei
- versuri[4]